# 1. etape af Vuelta a España 2009
| Stillingen efter 1. etape |                         |           |
| Placering                 | Rytter                  | Tid/point |
| Etapevinder               | Fabian Cancellara (SAX) | 5.20      |
| 2. plads                  | Tom Boonen (QST)        | + 0.09    |
| 3. plads                  | Tyler Farrar (GRM)      | + 0.12    |
| 4. plads                  | Jens Mouris (VAC)       | + 0.14    |
| 5. plads                  | Daniele Bennati (LIQ)   | + 0.16    |
| 24. plads                 | Jakob Fuglsang (SAX)    | + 0.23    |
| 122. plads                | Matti Breschel (SAX)    | + 0.38    |
| Førertrøje                | Fabian Cancellara (SAX) | 5.20      |
| 2. plads                  | Tom Boonen (QST)        | + 0.09    |
| 3. plads                  | Tyler Farrar (GRM)      | + 0.12    |
| 4. plads                  | Jens Mouris (VAC)       | + 0.14    |
| 5. plads                  | Daniele Bennati (LIQ)   | + 0.16    |
| Pointtrøje                | Fabian Cancellara (SAX) | 25 p.     |
| 2. plads                  | Tom Boonen (QST)        | 20 p.     |
| 3. plads                  | Tyler Farrar (GRM)      | 16 p.     |
| Kombinationstrøje         | Fabian Cancellara (SAX) | 2 p.      |
| 2. plads                  | Tom Boonen (QST)        | 4 p.      |
| 3. plads                  | Tyler Farrar (GRM)      | 6 p.      |
| Holdkonkurrence           | Liquigas                | 16.51     |
| 2. plads                  | Saxo Bank               | + 0.03    |
| 3. plads                  | Garmin-Slipstream       | + 0.06    |

Første etape af Vuelta a España 2009 blev kørt d. 29. august 2009 i Assen, Holland. Dette var første gang løbet var indenom byen og kun anden gang løbet startede udenfor Spanien. Etapen var en kort og flad enkeltstart som blev kørt på en motorcykelbane. Team Saxo Banks Fabian Cancellara gjorde som i Tour de France og knuste konkurrenterne. Dermed sikrede han sig den guldfarvede førertrøje for første gang i karrieren.
- Etape: 1
- Dato: 29. august
- Længde: 4,8 km
- Gennemsnitshastighed: 54,0 km/t

## Pointspurter

### Mål (Assen)
Efter 4,8 km
| Plads | Rytter                    | Point |
| ----- | ------------------------- | ----- |
| 1.    | Fabian Cancellara (SAX)   | 25    |
| 2.    | Tom Boonen (QST)          | 20    |
| 3.    | Tyler Farrar (GRM)        | 16    |
| 4.    | Jens Mouris (VAC)         | 14    |
| 5.    | Daniele Bennati (LIQ)     | 12    |
| 6.    | Roman Kreuziger (LIQ)     | 10    |
| 7.    | Aleksandr Vinokurov (AST) | 9     |
| 8.    | Ivan Basso (LIQ)          | 8     |
| 9.    | Alejandro Valverde (GCE)  | 7     |
| 10.   | Maciej Bodnar (LIQ)       | 6     |
| 11.   | Bert Grabsch (THR)        | 5     |
| 12.   | Cadel Evans (SIL)         | 4     |
| 13.   | Linus Gerdemann (MRM)     | 3     |
| 14.   | Philippe Gilbert (SIL)    | 2     |
| 15.   | David Millar (GRM)        | 1     |

## Resultatliste
|    | Navn                | Land           | Hold              | Tid    |
| -- | ------------------- | -------------- | ----------------- | ------ |
| 1  | Fabian Cancellara   | Schweiz        | Team Saxo Bank    | 5.20   |
| 2  | Tom Boonen          | Belgien        | Quick Step        | + 0.09 |
| 3  | Tyler Farrar        | USA            | Garmin-Slipstream | + 0.12 |
| 4  | Jens Mouris         | Holland        | Vacansoleil       | + 0.14 |
| 5  | Daniele Bennati     | Italien        | Liquigas          | + 0.16 |
| 6  | Roman Kreuziger     | Tjekkiet       | Liquigas          | + 0.17 |
| 7  | Aleksandr Vinokurov | Kasakhstan     | Astana Pro Team   | + 0.18 |
| 8  | Ivan Basso          | Italien        | Liquigas          | + 0.18 |
| 9  | Alejandro Valverde  | Spanien        | Caisse d'Epargne  | + 0.18 |
| 10 | Maciej Bodnar       | Polen          | Liquigas          | + 0.19 |
| 11 | Bert Grabsch        | Tyskland       | Team Columbia-HTC | + 0.19 |
| 12 | Cadel Evans         | Australien     | Silence-Lotto     | + 0.19 |
| 13 | Linus Gerdemann     | Tyskland       | Team Milram       | + 0.19 |
| 14 | Philippe Gilbert    | Belgien        | Silence-Lotto     | + 0.21 |
| 15 | David Millar        | Storbritannien | Garmin-Slipstream | + 0.21 |